# Kumar Sangakkara
Kumar Chokshanada Sangakkara (Matale, 27 de outubro de 1977) é um jogador internacional de críquete do Sri Lanka e antigo capitão de seu país. É considerado um dos melhores batedores e wicket-keeper do criquete internacional.
Sangakarra é prolifico em conquistar corridas em partidas internacionais. É uma personalidade em seu país, atualmente defende o clube Surrey County.